# Imagen Televisión
Imagen Televisión é um canal de televisão aberta nacional de carácter comercial no México. É propriedade do Grupo Imagen, que anteriormente produziu a rede de televisão, cadenatres. Compete principalmente em televisão aberta com Las Estrellas do Grupo Televisa e Azteca Uno da TV Azteca.

## História
Após a promulgação da Lei Federal de Telecomunicações e Radiodifusão de 2013 por parte do presidente de México, Enrique Peña Nieto, publica-se em 7 de março de 2014, a Licitação IFT-1 para formar dois canais de televisão terrestre digital (TDT) com cobertura nacional.
Grupo Imagem Multimédia aproveitou esta oportunidade para completar seu desejo de converter-se na "terceiro canal" de televisão aberta nacional, o qual iniciou quando adquiriu a estação de televisão XHRAE-TV da Cidade do México e lançou o canal cadenatres em março de 2007, o qual obteve um sucesso importante, mas cuja cobertura fora da capital do país dependia  de serviços de TV paga e afiliações de algumas estações de televisão aberta independentes no norte do país. Grupo Imagem cria a sociedade Corrente Três I, S.A. de C.V., nomeada como a cadeia de televisão que Imagem produzia nesse momento, para competir junto com Grupo Rádio Centro S.A.B. de C.V e Centro de Informação Nacional de Estudos Tepeyac, S.A. de C.V. por uma das duas cadeias de televisão.
Em 11 de março de 2015, dá-se a decisão que declarou ganhador o Grupo Imagem, junto com Grupo Rádio Centro S.A.B. de C.V  da Licitação IFT-1 e posteriormente em 26 de março do mesmo ano outorga-se-lhe o título de concessão para operar 123 estações de televisão.
Em 26 de outubro de 2015, cadenatres cessa suas transmissões e anuncia-se que GIM se prepara para lançar a nova corrente como um novo projeto.
Em 15 de agosto de 2016 fazem-se os primeiros grandes anúncios oficiais dos condutores dos espaços noticiosos estelares com os que começou a emissora: Ciro Gómez Leyva, e Javier Alarcón (este último em esportes). Mais tarde, em 26 de setembro de 2016, Grupo Imagem renova suas logos e junto com isto, se lança uma campanha de spots, website e redes sociais, anunciando de maneira oficial, o nome e data do lançamento da corrente.
Finalmente, em 17 de outubro, sendo às 20:00 h inicia transmissões regulares em 37 estações desde suas instalações em Avenida Universidade #2014, Col. Copilco, Cidade de México, também conhecida como Cidade Imagem. Após um breve spot de boas-vindas, emitiram seu primeiro programa, a telenovela estelar do canal, Vuelve temprano, produzida por Argos Comunicação.
Em 29 de junho de 2017 anunciou-se um convênio com YouTube para oferecer seus conteúdos. Segundo a televisora, é a única com acesso a este tipo de plataforma na América Latina.

## Programação
Sua programação é de entretenimento geral, particularmente dirigida às donas-de-casa, já que grande parte de sua programação de segunda-feira a sexta-feira, ocupam-na telenovelas (em sua maioria, de origem brasileira e turco). Além destes programas, contam com 3 espaços de notícias (matutino, vespertino e noturno), sendo este último, o estelar com Ciro Gómez Leyva) e o programa de revista eletrônica, Sale El Sol.
Nos esportes, têm os direitos exclusivos de transmissão da equipa de futebol mexicano, Galos Brancos de Queretaro, equipe propriedade do Grupo Imagem Multimédia, além de Jaguares de Chiapas transmitidos nos sábados às 17:00 h; ademais, a partir do torneio clausura 2017 incluíram as transmissões do Pachuca e o León em condição de local em sua programação.
Os fins de semana são em grande parte dedicados ao público infantil e juvenil, com uma programação matutina de desenhos animados clássicos, em sua maioria de Warner Bros. (Hanna-Barbera, principalmente) e os programas juvenis, Controle Gamer e Gamer Tag de The Epic Network (estes últimos já tinham sido transmitidos por Cadenatres). O resto do sábado e domingo emitem-se filmes, programas de esportes e de fofoca. Estes últimos estão a cargo de Gustavo Adolfo Infante, quem também estava a cargo desta programação na Cadenatres.

## Estações retransmisoras
Por disposição oficial, o canal virtual alocado para esta corrente é o 3.1. No entanto, algumas estações na fronteira norte têm atribuído o canal 13.1 de maneira provisória, como o canal virtual 3.1 está a ser utilizado em estações dos Estados Unidos e cujos sinais chegam a México, impedindo seu uso.
Atualmente, só 32 estações das 123 da concessão única, têm seus distintivos e especificações técnicas publicadas no Registro Federal de Concessões do IFT.